# Fehérnyakú holló
A fehérnyakú holló vagy chihuahuai holló (Corvus cryptoleucus)  a madarak osztályának verébalakúak (Passeriformes) rendjébe és a varjúfélék (Corvidae) családjába tartozó faj.

## Rendszerezése
A fajt John Nathaniel Couch amerikai katona és természettudós írta le 1854-ben.

## Előfordulása
Az Amerikai Egyesült Államok déli részén és Mexikó területén honos. Természetes élőhelyei a mérsékelt övi füves puszták és szubtrópusi és trópusi cserjések. Vonuló faj.

## Megjelenése
Testhossza 53 centiméter, testtömege 380-670 gramm. Tollazata mélyfekete, nyakán fehér folttal.
|  |  |

## Életmódja
Gyakorlatilag mindenevő.

### Szaporodása
Fészekalja 5-7 tojásból áll.

## Természetvédelmi helyzete
Az elterjedési területe rendkívül nagy, egyedszáma pedig stabil. A Természetvédelmi Világszövetség Vörös listáján nem fenyegetett fajként szerepel.